# 四(五氟苯基)硼酸锂
四(五氟苯基)硼酸鋰是弱配位阴离子四(五氟苯基)硼酸根 (B(C6F5)4)- 的锂盐。由于四(五氟苯基)硼酸根的配位能力弱，因此使其以鋰盐形式在用于烯烃聚合反应的催化剂组合物中和电化学中具有商业价值。它是一种水溶性化合物。它的阴离子与称为BARF的非配位阴离子密切相关。与可以大量过量使用的甲基铝氧烷 (MAO) 不同，四(五氟苯基)硼酸酯具有与IV族过渡金属聚烯烃催化剂在一对一化学计量基础上操作的优势。

## 结构与性质
阴离子为四面体，碳硼單键长度约为1.65埃。该盐仅以醚錯合物形式获得，并且晶体学确认四个乙醚 (OEt2) 分子以约1.95Å的Li-O键长度键合到锂阳离子上。四乙醚合鋰離子 [Li(OEt2)4]+ 络合物为四面体。

## 製备
该盐是在三(五氟苯基)硼（一种众所周知的路易斯酸）的研究中首先产生的。将等莫爾數之五氟苯基锂和三(五氟苯基)硼的乙醚溶液混合，可得到四(五氟苯基)硼酸盐的锂盐，该盐沉淀为白色固体： 
{\displaystyle {\ce {(C6F5)3B + Li(C6F5) +4 OEt2-> [Li(OEt2)4][B(C6F5)4]}}}
自发现以来，已描述了许多修订的合成方法。 

## 反应
四(五氟苯基)硼酸锂主要用于制备阳离子过渡金属配合物：
LiB(C6F5)4）+ MLnCl→LiCl + [MLn]B(C6F5)4
四(五氟苯基)硼酸鋰可反應生成三苯甲基试剂[Ph3C][B(C6F5)4]，它是路易斯酸催化剂的有用活化剂。  

## 安全
四(五氟苯基)硼酸锂在熔化（约265°C）时会爆燃，即使在氮气下也产生浓黑烟。该机制是未知的。 四(五氟苯基)硼酸根的鈉盐和鉀鹽也会剧烈分解。 （未发布的数据報告）